# 史氏蟾蜍
史氏蟾蜍（学名：Bufo stejnegeri）为蟾蜍科蟾蜍属的两栖动物，分佈於東亞，在中国大陆，分布于辽宁等地，一般栖息于山区河流附近的杂草及灌丛中以及喜栖石下。其生存的海拔范围为200至700米。该物种的模式产地在朝鲜。